# Robert Wyszyński
Robert Wyszyński (ur. 1964) – polski socjolog, specjalizujący się w zakresie socjologii kultury.
W 1990 roku ukończył socjologię na Uniwersytecie Warszawskim. Doktoryzował się w 2001 roku na podstawie pracy pt. Narodziny czy odrodzenie. Przemiany kultury i świadomości narodowej w byłych republikach ZSRR po upadku komunizmu: przypadek Buriatów i Białorusinów. Pracował w Instytucie Socjologii Uniwersytetu Warszawskiego, w Zakładzie Socjologii Kultury. Był dyrektorem Instytutu Kresowego w Warszawie. Do 2012 roku wykładowca Antropologii w Szkoły Wyższej im. Bogdana Jańskiego w Warszawie. Od 2017 roku jest członkiem Rady ds. Repatriacji przy Pełnomocniku ds. Repatriacji w MSWiA. Ekspert ds. badań społecznych Instytutu Pokolenia.  
Do jego zainteresowań naukowych należą: tożsamość narodowa, rodowa i etniczna, neopoganizm, panmongolizm, panturkizm oraz więź ponadnarodowa.
W 2010 roku został odznaczony Krzyżem Kawalerskim Orderu Odrodzenia Polski za wybitne zasługi dla Polonii na świecie, za promowanie Polski oraz działalność na rzecz krzewienia polskich tradycji i kultury.
W 2023 roku został odznaczony Odznaka Honorową za zasługi dla Polonii i Polaków za Granicą przyznawaną przez Pełnomocnika Rządu ds. kontaktów z Polonią i Polakami za granicą. 

## Wybrane publikacje
- Nigdy u siebie : socjologia powrotów do grupy własnej po upadku ZSRR na przykładzie repatriacji społeczności kazachstańskich Polaków osiedlających się w Rosji, Niemczech i Polsce w ramach rządowych systemów repatriacji. Wydawnictwa Uniwersytetu Warszawskiego. Warszawa 2021.
- Narodziny czy śmierć narodu: narodowotwórcze działania elit białoruskich i buriackich po upadku ZSRR, 2010
- Mniejszość polska na rozdrożu: studenci i absolwenci uczelni polskich pochodzących z Litwy, Białorusi i Ukrainy (red.), 2005
- Polacy czy cudzoziemcy? Polacy za wschodnią granicą (współautor), 2000